# Julio Borges
Julio Andres Borges (ur. 22 października 1969 w Caracas) – polityk wenezuelski, deputowany do Wenezuelskiego Zgromadzenia Narodowego z ramienia partii Primero Justicia.
Kandydat partii Primero Justicia w wyborach prezydenckich w Wenezueli w roku 2006.